# Solell de Cal Mesquita
El Solell de Cal Mesquita és una solana del terme municipal de Sant Llorenç Savall, a la comarca del Vallès Occidental.
Està situat a l'extrem nord del terme, a prop del termenal amb Granera, a la vall de Vallcàrquera. Ocupa tota la part meridional i inferior de la cinglera que separa els termes municipals de Granera i de Sant Llorenç Savall, a migdia de la masia granerina del Clapers i a l'extrem sud del Serrat del Clapers. És al nord-est del Roc del Cornut i al nord-oest del Casalot de Vallcàrquera.